# مرعش
مَرْعَش أو قَهْرَمَان مَرْعَش (بالتركية: Kahramanmaraş)‏ (بمعنى مرعش البطلة في أعقاب انتصارها على الفرنسيين) هي مدينة تقع بين قيليقية والأناضول جنوب تركيا حاليًا. تقع المدينة عند أقدام جبال طوروس إلى الشرق من نقطة التقائها بجبال الأمانوس. وهي عاصمة محافظة قهرمان مرعش، ويبلغ تعداد سكانها حوالي 326,198 نسمة.

## التاريخ

مرعش زمن مملكة قيليقية الأرمنية.

في عام 645 سقطت مدينة مرعش البيزنطية بيد المسلمين، بعد أن كانت أبرشية سريانية أرثوذكسية مهمة. هاجمت الحملات الصليبية المدينة واحتلتها وبقيت تحت سيطرة الأرمن القادمين من أرمينية وشكلت جزءًا من الدولة الأرمنية في قيليقية خلال القرنين الثالث عشر والرابع عشر. وبعد ذلك استعاد المسلمون المنطقة. وفي زمن العثمانيين كان سنجق مرعش يتبع ولاية حلب، وكانت العلاقات الاقتصادية والاجتماعية بين مرعش وحلب وثيقة جدا رغم أن غالبية سكان مرعش في أواخر العصر العثماني كانوا من الأتراك. بعد انحلال الدولة العثمانية وقعت مرعش اسمياً تحت سيطرة الانتداب الفرنسي الذي نصب حامية قامت بإعادة اللاجئين الأرمن الذين فروا عقب مذابح الأرمن، وأراد أن يفصل قيليقية (بما فيها مرعش) عن سورية ويجعل منها دويلة أرمنية تماشيا مع سياسة فرنسا في تقسيم سورية إلى دويلات طائفية وعرقية، رغم أن قيليقية بخلاف لبنان ودولة العلويين كانت مفصولة عن سورية إدارياً حيث كانت تتبع ولاية أضنة في آخر تقسيم، ولكن كمال أتاتورك استولى في عام 1920 على مرعش وقيليقية ومساحات شاسعة من سورية كعنتاب وماردين وأورفة وغيرها، وهجر سكان هذه المناطق الأرمن إلى سورية. وفي عام 1923 أعيد رسم الحدود وفق معاهدة لوزان التي أعطت لأتاتورك قيليقية وكل مناطق ولاية حلب تقريبا ما عدا حلب نفسها ولواء اسكندرون (الذي تنازلت عنه فرنسا (كدولة انتداب) لتركيا في عام 1939).
دارت فيها معركة مرعش بين الجيش التركي بقيادة أتاتورك والحامية الفرنسية انتهت بانتصار الأتراك وقتل ما تبقى من سكانها الأرمن.
شهدت المدينة مصادمات بين العلاهيين وحركة الذئاب الرمادية القومية التركية خلال فترة السبعينيات من القرن العشرين.

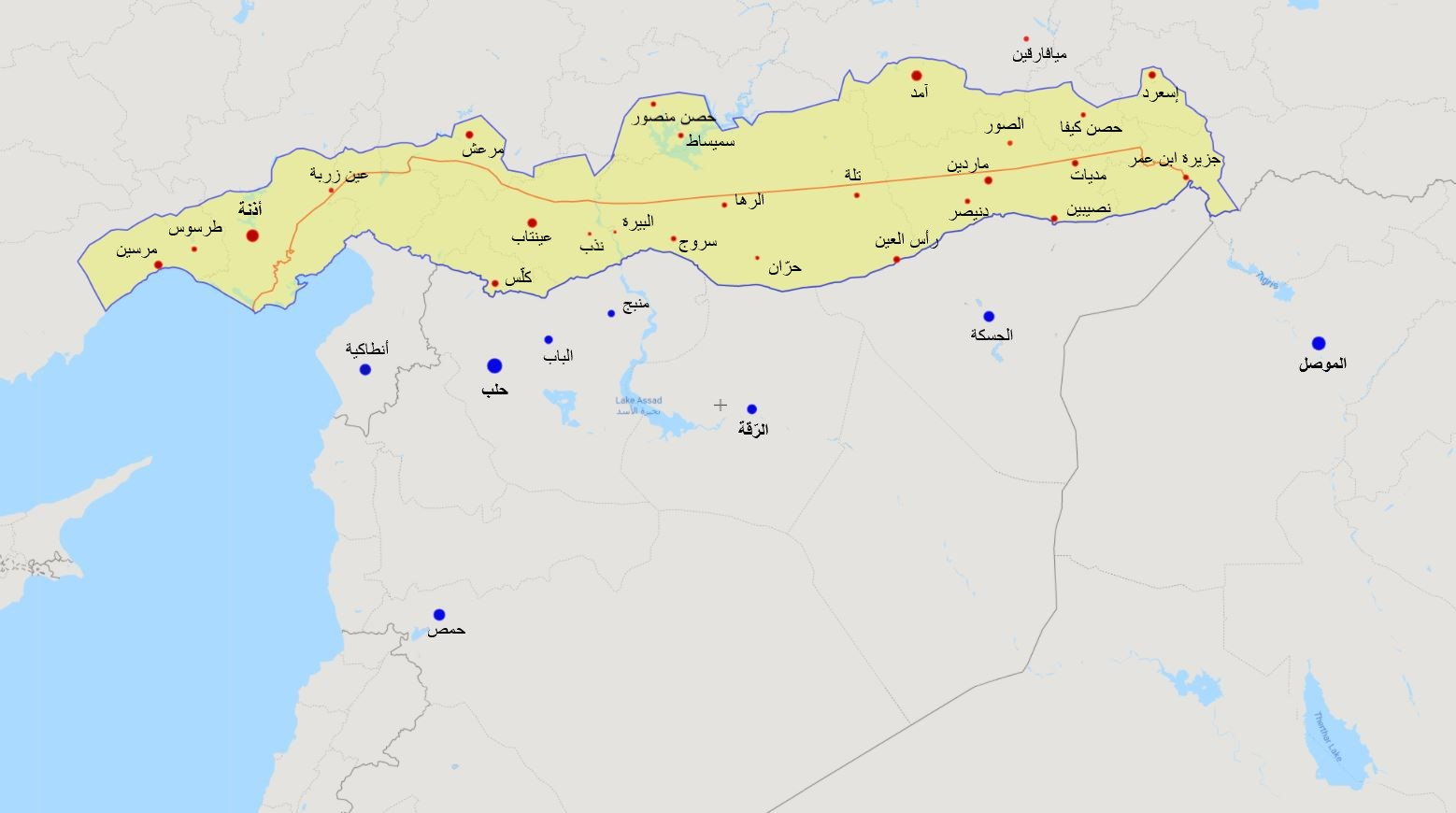
موقع مرعش ضمن مدن الأقاليم السورية الشمالية

## زلزال قهرمان مرعش
في ساعة مبكرة (حوالي 04:30 بتوقيت تركيا، 01:30 بتوقيت غرينتش) من فجر يوم الإثنين 6 فبراير 2023، تعرضت المدينة ومحافظات أخرى مجاورة مثل غازي عنتاب وأضنة وأديامان وملطية، لزلزال مدمر بلغت قوته 7.6 درجة بمقياس ريختر، والذي ضرب منطقة جنوبي تركيا وامتد إلى سوريا ولبنان وشعر به سكان قبرص والأردن والعراق ومصر، مما أدى إلى سقوط عشرات الآلاف من القتلى، كما أدى الزلزال إلى انهيار آلاف المباني وخروج السكان إلى الشوارع المغطاة بالثلوج في المدن والقرى التي ضربها الزلزال، وأعلن المركز الألماني لأبحاث علوم الأرض إن الزلزال وقع على عمق 10 كيلومترات قرب مدينة قهرمان مرعش. وحسب الاحصائيات الرسمية الأخيرة فقد تجاوز عدد القتلى في تركيا وسوريا جراء الزلزال 50 ألف قتيل، بعدما أعلنت تركيا ارتفاع عدد القتلى على أراضيها إلى أكثر من 44 ألفا. وقالت إدارة الكوارث والطوارئ التركية «آفاد» إن عدد القتلى جراء الزلزال ارتفع إلى 44,218 قتيلا مساء الجمعة 24 فبراير 2023. وبإضافة أحدث رقم معلن في سوريا، وهو 5914 قتيلاً، يرتفع عدد القتلى الإجمالي في البلدين متجاوزاً 50 ألفاً. وقالت إدارة الكوارث والطوارئ التركية إن البلاد تعرضت منذ حدوث الزلازل فجر يوم 6 فبراير والذي كان مركزه ولاية كهرمان مرعش لـ9136 هزة ارتدادية، وكانت آخر تلك الهزات الارتدادية بقوة 4.3 درجات على مقياس ريختر والتي حدثت بولاية قونية وسط تركيا، عصر الجمعة 24 فبراير. وأوضحت «آفاد»، في بيان لها، إن الزلزال وقع الساعة 17:01 (14:01 غرينتش) في منطقة أراغلي التابعة لمحافظة قونية، على عمق 7 كيلومترات تحت سطح الأرض ولم تسفر الهزة عن وقوع أضرار. وقد أسمي الزلزال ب«زلزال قهرمان مرعش»، حيث سوَّى الزلزال نصف مدينة قهرمان مرعش بالأرض، واعتبرته مراكز الرصد الزلزالي من أقوى الزلازل في العصر الحديث، والأقوى من نوعه منذ العام 1999، حيث امتد نحو الولايات الجنوبية بتركيا ومدن شمال سوريا ومعظم محافظاتها.